# Maki Eguchi
Maki Eguchi (江口真紀?, Eguchi Maki; Minamata, 14 ottobre 1978) è un'ex cestista giapponese.

## Carriera
Con il Giappone ha disputato i Giochi olimpici di Atene 2004.